# 7 december
7 december är den 341:a dagen på året i den gregorianska kalendern (342:a under skottår). Det återstår 24 dagar av året.

## Namnsdagar

### I den svenska almanackan
- Nuvarande – Angela och Angelika
- Föregående i bokstavsordning
  - Agaton – Namnet fanns, till minne av en romersk soldat, som blev martyr, på dagens datum sedan gammalt, men flyttades 1993 till 5 juli och utgick 2001.
  - Angela – Namnet infördes på dagens datum 1986 och har funnits där sedan dess.
  - Angelika – Namnet infördes på dagens datum 1986 och har funnits där sedan dess.
- Föregående i kronologisk ordning
  - Före 1901 – Agaton
  - 1901–1985 – Agaton
  - 1986–1992 – Agaton, Angela och Angelika
  - 1993–2000 – Angela och Angelika
  - Från 2001 – Angela och Angelika
- Källor
  - Brylla, Eva (red.). Namnlängdsboken. Gjøvik: Norstedts ordbok, 2000 ISBN 91-7227-204-X
  - af Klintberg, Bengt. Namnen i almanackan. Gjøvik: Norstedts ordbok, 2001 ISBN 91-7227-292-9

### Finlandssvenska almanackan
- Nuvarande från 2020[1] – Agda, Ågot, Agata
- I föregående revideringar[a][2]
  - 1929–1949 – Agaton, Agata
  - 1950–1988 – Agata, Agda
  - 1989–2019 – Agata, Agda, Ågot

## Händelser
- 1240 – Mongolväldet invaderar Kievrus som därmed upphör att existera.[3]
- 1787 – Delaware ratificerar den amerikanska konstitutionen och blir därmed den 1:a delstaten som upptas i den amerikanska unionen.[4]
- 1813 – Svenskt kavalleri besegrar danska trupper i slaget vid Bornhöft.
- 1917 – Tjekan, den sovjetiska hemliga polisen, bildas.
- 1930 – På biografen Röda Kvarn i Stockholm visas television för första gången.
- 1939 – Slaget vid Suomussalmi börjar.
- 1941 – Den amerikanska flottbasen i Pearl Harbor, utanför Honolulu, Hawaii, utsätts för ett överraskande och förödande anfall av japanska hangarfartygsbaserade flygstridskrafter. Därmed inträder USA i andra världskriget.
- 1956 – Ungern besegrar Sovjet med 4–0 i den avbrutna känsloladdade vattenpolofinalen vid OS i Melbourne, endast drygt en månad efter Sovjets intåg i Ungern.
- 1965 – Påven Paulus VI och patriarken Athenagoras upphäver den ömsesidiga exkommunikationen som gällt sedan 1054.
- 1967 – Sveriges riksdag beslutar att inte bygga ut Vindelälven.
- 1972 – Apollo 17, den senaste månflygningen startar.
- 1975 – Indonesien invaderar Östtimor.
- 1976 – Prins Bertil gifter sig med Lilian Craig-Davies (prinsessan Lilian).
- 1979 – Stig Bergling döms till livstids fängelse för spioneri åt Sovjetunionen.
- 1987 – Intern kritik tvingar socialdemokraternas ledare i Stockholm John-Olof Persson att avgå.
- 1988
  - Yassir Arafat erkänner Israels rätt att existera.
  - Michail Gorbatjov håller ett berömt tal.[5]
  - Armeniska SSR i Sovjet drabbas av en svår jordbävning.
- 1990 – Japanska figuren Hello Kitty får en egen nöjespark i Disneyland-stil när Sanrio Puroland öppnas utanför Tokyo.
- 1992 – Televerkets nyinrättade etiska råd för 071-nummer gör sitt första ingripande genom att stänga en linje som förmedlar privata strippor.
- 1993 – Ett övergångsråd med både svarta och vita etableras i Sydafrika.
- 2004 – Gudrun Schyman lämnar Vänsterpartiet.
- 2007 – Marie Picasso vinner Idol 2007 med 51,3 procent av rösterna i finalen på Globen i Stockholm.
- 2016 – Donald Trump utses till Time Magazines Person of the Year.

## Födda
- 521 – S:t Columba, abbot, missionär och helgon.
- 1545 – Henry Stuart, lord Darnley, skotsk prinsgemål 1565–1567 (gift med Maria I).
- 1598 – Giovanni Lorenzo Bernini, italiensk skulptör, arkitekt och målare.
- 1626 – Kristina, regerande drottning av Sverige 1632–1654 (myndig 1644) (möjligen även född påföljande dag).
- 1724 – Louise av Storbritannien, drottning av Danmark och Norge 1746–1751, gift med Fredrik V.
- 1757 – Dwight Foster, amerikansk politiker, senator (Massachusetts) 1800–1803.
- 1786 – Maria Walewska, polsk-fransk grevinna, Napoleons älskarinna.
- 1801 – Johann Nestroy, österrikisk dramatiker och skådespelare.
- 1805 – George Opdyke, amerikansk affärsman och politiker, New Yorks borgmästare 1862–1863.
- 1808 – Hugh McCulloch, amerikansk republikansk politiker, USA:s finansminister 1865–1869 och 1884–1885.
- 1812 – Fredrik Afzelius, svensk filosofisk skriftställare.
- 1823 – Leopold Kronecker, tysk matematiker.
- 1828 – James D. Porter, amerikansk demokratisk politiker och diplomat, guvernör i Tennessee 1875–1879.
- 1859 – Octaviano Ambrosio Larrazolo, mexikansk-amerikansk politiker, guvernör i New Mexico 1919–1921, senator 1928–1929.
- 1863 – Pietro Mascagni, italiensk tonsättare.
- 1864 – Per Olsson i Fläsbro, svensk hemmansägare, trävaruhandlare och riksdagspolitiker.
- 1869 – Erik Hahr, arkitekt, stadsplanerare och stadsarkitekt i Västerås.
- 1872 – Johan Huizinga, nederländsk filolog och kulturhistoriker.
- 1873 – Willa Cather, amerikansk författare.
- 1887 – Ernst Toch, tysk-österrikisk kompositör.
- 1888
  - Joyce Cary, författare.
  - Carl Malmsten, svensk inredningsarkitekt och möbelarkitekt.
- 1898 – Georg de Gysser, svensk skådespelare och kläddesigner.
- 1915 – Eli Wallach, amerikansk skådespelare.
- 1921 – Carla Capponi, italiensk kommunistisk motståndskvinna under andra världskriget och läkare.
- 1924 – Mário Soares, portugisisk politiker, president 1986–1996.
- 1928
  - Noam Chomsky, amerikansk lingvist, medieforskare, författare och debattör.
  - Mickey Thompson, amerikansk racerförare.
- 1929 – Boris Stepantsev, rysk filmregissör.
- 1932 – Ellen Burstyn, amerikansk skådespelare.
- 1933 – Anna Christina Ulfsparre, svensk arkivarie och professor.
- 1942 – Harry Chapin, musiker.
- 1944 – Jonas Hallberg, svensk radio- och tv-medarbetare och komiker.
- 1945 – Björn Eriksson, svensk före detta rikspolischef och landshövding.
- 1949 – Tom Waits, amerikansk sångare, kompositör och skådespelare.
- 1956 – Larry Bird, amerikansk legendarisk basketspelare.
- 1962 – Jeffrey Donaldson, brittisk parlamentsledamot 1997–.
- 1966
  - C. Thomas Howell, amerikansk skådespelare.
  - Lucía Extebarria, spansk författare.
- 1967 – Ray Jones IV, svensk skådespelare.
- 1972
  - Hermann Maier, österrikisk alpin skidåkare.
  - Anna-Karin Hatt, svensk politiker, partiledare för Centerpartiet 2025–
- 1977 – Dominic Howard, brittisk musiker.
- 1979
  - Kon Artis (född Denaun Porter), amerikansk rapp-artist. En av medlemmarna i hiphop-gruppen D12.
  - Ronaldo Souza, brasiliansk MMA-utövare.
  - Sara Bareilles, amerikansk musiker.
- 1980 – John Terry, engelsk fotbollsspelare i Chelsea och engelska fotbollslandslaget.
- 1987 – Aaron Carter, amerikansk sångare.
- 1989 – Nicholas Hoult, brittisk skådespelare.

## Avlidna
- 43 f.Kr. – Cicero, romersk politiker och författare.
- 283 – Eutychianus, påve sedan 275.
- 1254 – Innocentius IV, född Sinibaldo de Fieschi, påve sedan 1243.
- 1495 – Gabriel Biel, tysk skolastisk filosof.
- 1723 – Jan Blažej Santini Aichel, böhmisk arkitekt och målare.
- 1815 – Michel Ney, 49, fransk militär, marskalk av Frankrike.
- 1817 – William Bligh, brittisk sjöfarare, befälhavare på HMS Bounty.
- 1902 – Thomas Nast, serietecknare.
- 1906 – Élie Ducommun, schweizisk journalist och fredsaktivist, mottagare av Nobels fredspris 1902.
- 1911 – Alphonse Legros, fransk-engelsk konstnär.
- 1917 – Léon Minkus, österrikisk kompositör.
- 1922 – Frank B. Gary, amerikansk demokratisk politiker och jurist, senator (South Carolina) 1908–1909.
- 1926 – William B. McKinley, amerikansk republikansk politiker, senator (South Carolina) 1921–1926.
- 1934 – William W. Brandon, amerikansk demokratisk politiker, guvernör i Alabama 1923–1927.
- 1941 – Knut Lambert, svensk regissör och skådespelare.
- 1947 – Nicholas Murray Butler, amerikansk filosof, diplomat och politiker, mottagare av Nobels fredspris 1931.
- 1959 – Nils Bolander, svensk präst, biskop och diktare.
- 1961 – Emil Zilliacus, finlandssvensk författare, litteraturvetare, översättare, professor i antikens litteratur vid Helsingfors universitet.
- 1975 – Thornton Wilder, amerikansk författare och manusförfattare.
- 1976 – Finn Lange, 81, norsk skådespelare.
- 1980 – Darby Crash, 22, amerikansk punksångare.
- 1990
  - Joan Bennett, 80, amerikansk skådespelare.
  - Reinaldo Arenas, 47, kubansk författare.
- 1993
  - Félix Houphouët-Boigny, 88, ivoriansk politiker, Elfenbenskustens president 1960–1993.
  - Wolfgang Paul, 80, tysk fysiker, mottagare av Nobelpriset i fysik 1989.
  - Robert Taft Jr., 76, amerikansk republikansk politiker, senator (Ohio) 1971–1976.
- 1997 – Billy Bremner, 54, skotsk fotbollsspelare.
- 1998
  - Martin Rodbell, 73, amerikansk biokemist, mottagare av Nobelpriset i fysiologi eller medicin 1994.
  - Alla Sjelest, 79, rysk ballerina och koreograf.
- 1999 – Bobby Ericson, 74, svensk kompositör och låtskrivare.
- 2002 – Gunnar Helén, 74, svensk folkpartistisk politiker, Folkpartiets partiledare 1969–1975, landshövding i Kronobergs län 1965–1969 och i Stockholms län 1977–1984.
- 2006 – Jeane Kirkpatrick, 80, amerikansk diplomat, tidigare USA:s FN-ambassadör.
- 2010 – Elizabeth Edwards, 61, amerikansk advokat, författare och sjukvårdsaktivist.
- 2011 – Harry Morgan, 96, amerikansk skådespelare, M*A*S*H.
- 2014
  - Bengt ”Polo” Johanson, 85, svensk sångare och programledare.
  - Kerstin Hellström, 64, svensk skådespelare och teaterregissör.
- 2015 – Shirley Stelfox, 74, brittisk skådespelare.
- 2016 – Greg Lake, 69, brittisk rockmusiker, basist.
- 2020 – Chuck Yeager, 97, amerikansk testpilot, den förste som flög genom ljudvallen.

### Fotnoter
1. ↑  ”Universitetets namnsdagsalmanacka - Universitetets almanacksbyrå”. almanakka.helsinki.fi. Helsingfors universitet. https://almanakka.helsinki.fi/sv/kalender-2025/. Läst 22 februari 2025.
2. ↑  ”Namnsdagsrevideringar - Universitetets almanacksbyrå”. almanakka.helsinki.fi. Helsingfors universitet. https://almanakka.helsinki.fi/sv/namnsdagar/namnsdagsrevideringar.html. Läst 3 oktober 2020.
3. ↑  Plokhy, Serhii (2015). The gates of Europe: A History of Ukraine. London: Penguin Books. ISBN 9780141980614
4. ↑  ”Delaware” (på engelska). World Statesmen. http://www.worldstatesmen.org/US_states_A-D.html#Delaware. Läst 9 november 2012.
5. ↑  ”Ödödliga tal i världshistorien”. Bibli. Arkiverad från originalet den 18 april 2013. https://archive.is/20130418060116/http://www.bibli.se/work_details?workid=233b7903-c21d-438a-98d3-5d1a566e7ff4. Läst 7 december 2012.